# Лори (исторический регион)

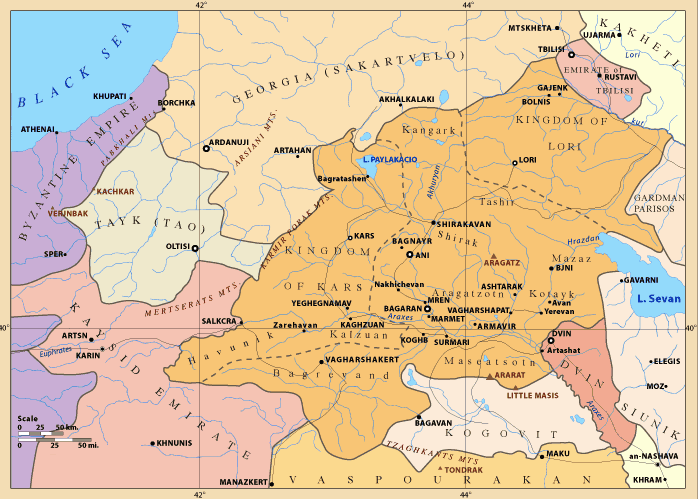
Лорийское царство и город-крепость Лори на северо-востоке владений армянских Багратидов

Лори (арм. Լոռի) — историко-географический регион Армении. В древности и в средневековье назывался также Ташир или Таширк. С XI века, после строительства армянским царем Давидом I Безземельным крепости Лори, область именовалась также Лори. Топоним этимологизируется от армянского «лор» — перепел.

## География и топонимика
Более ранее название Ташир или Таширк. У Плиния упоминается в форме Thasie. Вместе с рядом близлежащих областей, в Средние века грузинами называлась Сомхити, т.е. Армения. Центральная часть области упоминалась в форме Ташратап, что переводится с древнеармянского как Таширская равнина — современное Лорийское плато. Название Лори происходит от армянского «лор» — перепел. До VII века центром был Одзун, позже город Лори (Лоре) или Лориберд.

## История

### Древность
В исторической памяти армян все области большой провинции Гугарк, в том числе и Ташир, управлялись отпрысками Гушара, потомка легендарный прародителя армянского народа Хайка. 

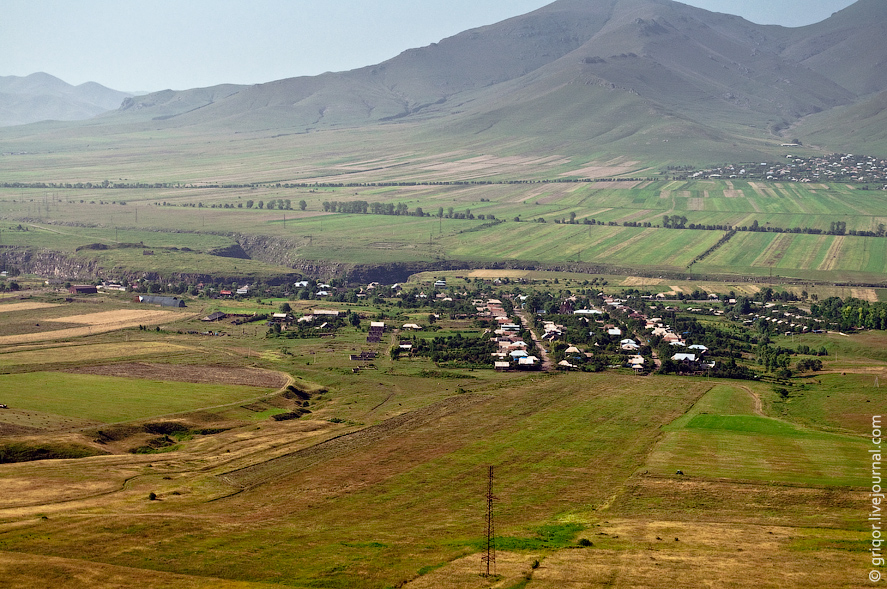
Деревня Амракиц близ Лорийской крепости

К. Туманов отмечает, что область Ташир была захвачена у Армении в результате экспансии Фарнавазидов. Это мнение разделяет Р. Хьюсен. После приобретения армянских областей Ташир, а также Ашоцк, Фарнавазиды объединили их в Самшвильдское эриставство. Во II веке до н. э. вновь возникшая вторая армянская монархия вернула Ташир в состав Армении. Арташесиды, в свою очередь, создали отдельную административную единицу со включением Ташира.
В первой половине I века, в период упадка армянской государственности, Иберия установила контроль над Таширом, однако к конце того же века восстановленное армянское государство Аршакидов вернуло область обратно. После раздела Армении в 387 году, Ташир, за исключением верхней его части, отошел к Иберии. Князья Ташира относились к числу тех династических родов Армении, которые существовали как в Аршакидский, так и в поздний периоды. Лазар Парпеци и Егише упоминают таширских князей в числе участников восстания против Сасанидов в 450—451 годах. Будучи до этого частью Гугаркского бдешхства, к середине V столетия Ташир стал отдельным княжеством. К VII веку он вновь вернулся в границы бдешхства.

### Средние века
В IX веке Таширом завладел князь Гуарам. Известно, что его отец Ашот или дед не владели этой областью. До 876 года Гуарам передал своему зятю Ашоту, будущему царю Армении, соседний округ Ашоцк. Вероятно, тогда же был передан Ташир, ибо он больше никогда не фигурирует в числе земель иберийских Багратидов, однако начинает упоминаться среди земель их армянских сородичей.

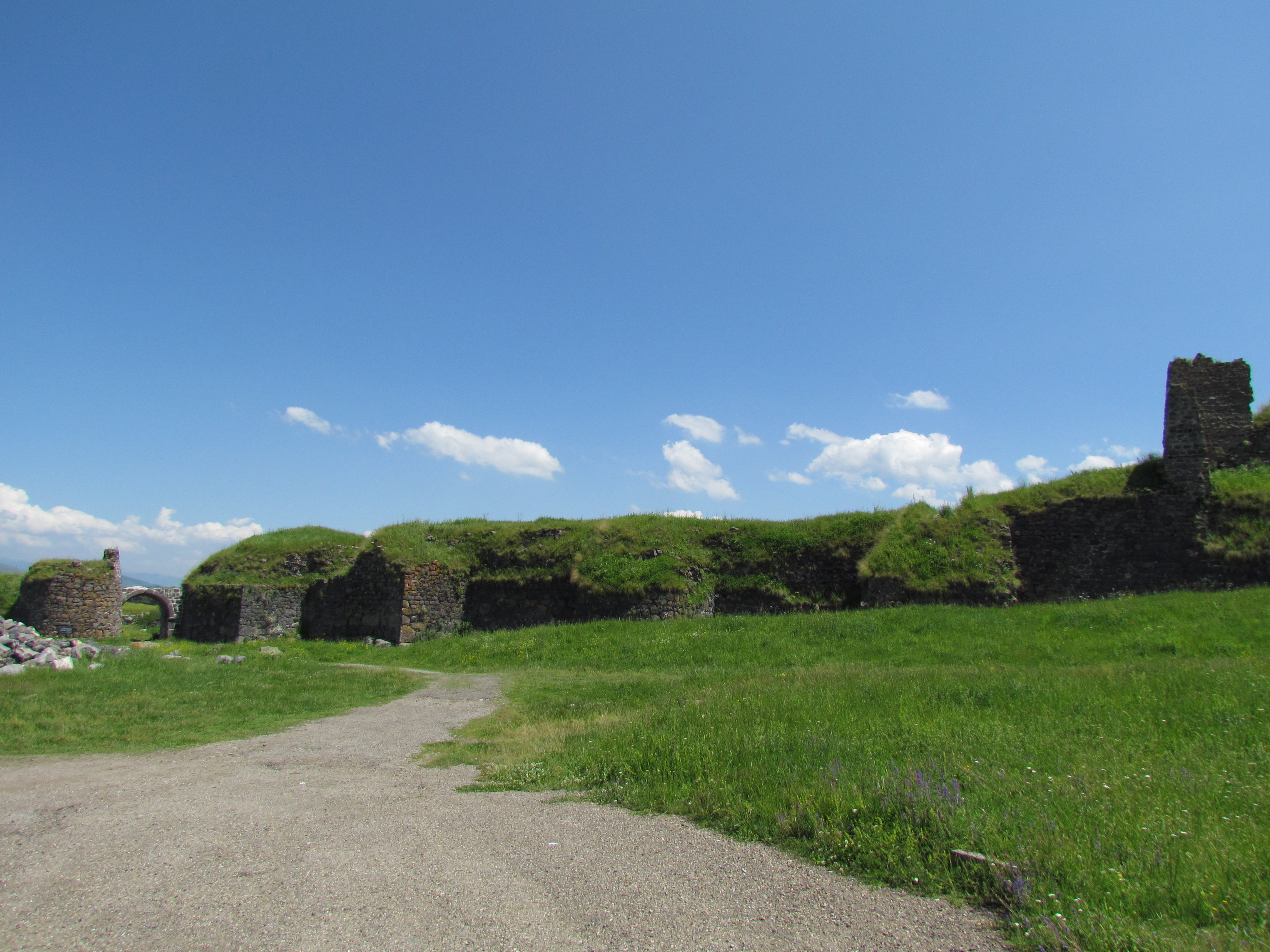
Лорийская крепость, основанная армянским царем Давидом Безземельным

Приблизительно в 980 году младший сын царя Ашота III Гурген получил северный Ташир, где было образовано вассальное от Ани государство. Лори, иначе Ташир-Дзорагет, достигает своего наивысшего расцвета при Давиде I Безземельном. Поход Алп-Арслана 1064 года отразился также на исторической судьбе этого государства. Царь Лори Кюрике II вынужденно признал сюзеренитет Алп-Арслана. Тогда же царь Грузии Баграт IV захватил Самшвилде у Кюрике II и тот перенес столицу на юг — в город-крепость Лори, ранее основанный его отцом. В 1105 году Лори подвергся нашествиям эмира Кызыла. Лорийское царство окончательно пало в 1113 году. Британская энциклопедия и «Кембриджская история Ирана» называют Лорийское царство одним из последних очагов армянского национально-государственного устройства после завоевания страны сельджуками в середине XI века.
В течение 1110—1123 годов царем Давидом Строителем были присоединены к Грузии ряд армянских земель в том числе и Лори. Грузинский летописец сообщал о завоеваниях Давида: «... В том же году взял армянскую крепость Лорэ ». Вардан Великий сообщал, что последний присоединил «Гаг, Терунакап, Тавуш, Кайан, Кайтцон, Лоре, Тащир и Махканаберд; покорил себе все армянские владения». После этого события грузинский царь носил также титул «царя армян». Вскоре Лори был передан во владение роду Орбели. После подавления мятежа Орбели в 1177 году царь Геогрий III передал Лори кыпчаку Хубасару, но всего через восемь лет, в 1185 году, царица Тамара передала область новому амирспасалару Грузии Саргису Мхаргрдзели-Закаряну.  К. Туманов отмечает, что в XII—XIII веках в Лори правил армянский дом Закарян (Мхаргрдзели). Находящаяся под грузинской короной северо-восточная Армения, включая Лори, в начале XIII века управлялась амирспасаларом Закаре и его сыном Шаханшахом. В эту эпоху от сельджуков был освобожден весь север Армении, и правление этого рода распространилась на более обширные территории. На небольшой области Дсеха в этот же период правили Мамиконяны. В 1225 году область, на короткий период, была взята хорезмшахом Джелал ад-Дином. В 1236—1237 годах Лори, в числе важнейших городов Армении, был захвачен монголами. Накануне монгольского завоевания был одним из главных центров ремесла и торговли Северной Армении. Укрепленный город попал в руки Чагатая Нояна. В конце XIV века Лори был разрушен Тамерланом. Лори был в числе наиболее пострадавших от тимуровых походов армянских областей в составе Грузинского царства. В 1435 году область была передана грузинским царем Александром I армянскому роду Орбелян.
Путешественник Амброджо Контарини в 1474—1477 гг. пишет о Ташире/Лори:

/Лорео/ 22-го числа начали мы подыматься на превысокую гору и к вечеру достигли вершины ея, где и остановились для отдыха, хотя и не имели при себе ни капли воды. На другой день рано утром пустились мы далее и, с ехав с горы, очутились во владениях Узун-Гассана, т. е. в Армении, а вечером прибыли в крепость Лори (Loreo), принадлежащую тому же Узун-Гассану и расположенную в небольшой долине, между горою и рекой, замечательной не столько по глубине вод своих, сколько по крутизне и высоте берегов. У самой этой реки выстроена Армянская деревня, в которой мы и расположились для ночлега...

### Новое и новейшее время
В горных районах Лори в XVI—XVII веках правили армянские мелики-феодалы. Так, в XVI веке правителем Лори был Мелик-Назар, который в 1602 году получил от персидского шаха Аббаса фирман, подтверждающий его давние права на эту область.
В 1555 году после Мира в Амасье Лори перешла к Сефевидам, административно войдя в Картли-Кахетинское валийство. Во время «Великого сургуна» в 1604 году, когда персидский шах Аббас выселил из Восточной Армении не менее 250 тыс. человек, насильственному выселению подверглось также население Лори. Аракел Даврижеци, современник событий, пишет в середине XVII века:
...он превратил в необитаемую [пустыню] благоденствующую и плодородную Армению. Ибо при переселении он изгнал в Персию [жителей] не одного или двух, а многих гаваров, начиная с границ Нахичевана через Ехегадзор, вплоть до берегов Гегамских, Лорийский и Хамзачиманский гавары, Апаран,...
После 1747 вместе с Картли и Кахети отделилась от Ирана. С 1762 года Лори часть объединенного Ираклием II Грузинского царства.
Путешественник Иоганн Гюльденштедт в 1771 году писал:

Армянский округ Ташири 

Он расположен в Сомхити, от Тефлиса на Ю.Ю.З. вверху у Поладаури Махавера и граничит на юге с турецким округом Аирумли или Карсом, на востоке с Бампеком. Персидский шах Надир чрезвычайно его разорил. Большинство его жителей армяне и затем терекменские татары.

В 1724 году регион был завоеван османскими войсками. По данным османского налогового реестра 1728 года, Ташир образовал нахия в границах Тифлисского вилайета. Согласно этому документу, в Ташире находились 46 деревень (2 указаны в разделе области Памбак) из которых 29 пустовали. На «Генеральной карте Грузии и Армении» Вахушти Багратиони область включал более 50 населённых пунктов. В этих двух источниках совпадают 13 топонимов, что объясняется либо имевшем место некоторым изменениям административных границ после занятия территории османами, либо опустошением некоторых сёл. Этнический состав области почти полностью была армянской, упоминаются лишь 3 мусульманина, из коих две предположительно являлись стражниками крепости Лори.
В 1801 году вместе с Грузией вошёл в состав России, и образовал Лори-Памбакскую дистанцию. Дж. Гуайта отмечает: «Таким образом, Россия получает часть территорий древней Армении, то есть области Лори и Дилижан, помимо Арцаха».

## Культура
В Лори сохранились две каменные стелы вишапов. 
Регион был одним из центров армянской монашеской жизни. В начале V века Ташир посетил Месроп Маштоц. Согласно Питеру Коу, его целью являлось распространение грамотности среди армянского населения для сохранения его культурной самобытности после отторжения области от Армении.
Из раннесредневековых монастырей известны Одзун, церковь св. Богородицы в Куртане, Тормак в Гулагараке, Джграшен в Вардаблуре, Бардзракаш в Дсеге. Особую культурную ценность представляет купольная базилика Одзуна VI века. В X веке на востоке Ташир-Дзорагетского царства строятся монастыри Санаин и Ахпат — одни из наиболее крупнейших культурных памятников истории Армении. В Лори жили и творили такие деятели средневековой армянской культуры как Ованес Саркаваг, Григор Тутеорди, Давид Кобайреци, Анания Санахнеци, и др.
В первые десятилетия XIII века северо-восточная Армения, находившаяся под управлением династии Закарян, переживала экономический и культурный подъем. В 1205 году в Лори был созван церковный синод. Событие имело важную роль в церковной истории Армении XIII века, оно укрепило позиции халкидонитов, вместе с тем сблизило две конфессии.
В начале XIII века ряд монастырей были отняты у Армянской апостолькой церкви и переданы армянам-халкидонитам. Среди них Пгндзаанк (Ахтала), Кобайр, Хучап, Хневанк, Киранц, Срвех, Седвиванк, Бггавор, и др. А. Лидов  отмечает, что в определенные периоды истории находясь составе Грузинского царства, регион оставался оплотом армянской культуры. «Кембриджская история христианства» отмечает, что в XIII веке, в регионе Лори, в монастырях армян-халкидонитов Кобайр, Киранц и Пгндзаанк (Ахтала), осуществлялись переводы текстов недоступные на армянском языке. Э. Брайер, Д. Уинфилд, Д. Исаак и С. Балланс называют Лори XIII века армяно-халкидонской областью в Грузии. 